# Peter Strauss
Peter Laurence Strauss (Croton-on-Hudson, Nova York, Estats Units, 20 de febrer de 1947), és un actor i productor de cinema estatunidenc, conegut pels seus papers en diferents minisèries de TV durant els anys 1970 i 1980.

## Biografia
Va debutar en el cinema el 1969 amb la pel·lícula Heroi protagonitzada per un jove Michael Douglas. Va ser al costat de Candice Bergen el protagonista de la seva següent pel·lícula Soldat blau dirigida per Ralph Nelson: era una pel·lícula que explorava una nova via dins del western que començava la decadència en la qual encara segueix. Encara que la pel·lícula va tenir una mica d'èxit no li va valer a Peter Strauss per saltar a la fama, treballant en pel·lícules més o menys de cert interès com The Trial of the Catonsville Nine , The Last Tycoon , The Secret of NIMH , El caçador de l'espai (1983), Nick of Time  i XxX 2.
Juntament amb el seu treball en el cinema, comença a treballar en televisió en sèries populars d'aquell moment com Cannon ,  Els carrers de San Francisco  o  Mary Tyler Moore  entre d'altres. Fins que el 1976 protagonitza juntament amb Nick Nolte la sèrie Home ric, Home pobre, basat en la novel·la de Irwin Shaw. La sèrie és un èxit a tot el món i fa que els seus dos protagonistes es facin famosos a tot el món especialment Peter, encara que fos finalment Nick Nolte el que realitzés una carrera cinematogràfica més important.
L'èxit de la novel·la propicia una segona part en la qual Peter Strauss és l'absolut protagonista, encara que la sèrie no assoleix l'èxit del seu precedent. El 1979 protagonitza el telefilm Jerico Mile, pel qual aconsegueix un premi Emmy, premi a què havia estat nominat per l'esmentada sèrie d'Home ric, Home pobre i per la que tornaria a ser nominat per Masada, una altra minisèrie d'èxit que narrava la resistència a la fortalesa Masada dels jueus a l'època de la dominació romana.
El 1985 torna a treballar en la minisèrie Kane & Abel , basada en la novel·la de Jeffrey Archer en la que el seu personatge d'Abel Rosnovsky recordava al Rudy Jordache que li havia donat fama, mentre Sam Neill interpretant William Lowel Kane substituïa un Nick Nolte la carrera del qual estava llançada en aquells moments.
No ha deixat de treballar, i el seu rostre continua sent conegut, si bé no ha aconseguit que la seva fama i la seva carrera reprenguin els èxits assolits en els setanta. A més dels treballs esmentats també ha treballat a Broadway on va fer el seu debut el 1981. Ha estat nominat a cinc Globus d'Or i ha guanyat un Emmy, havent estat nominat a uns altres tres.

## Filmografia[2]

### Actor
- 1969: Hail, Hero!: Frank Dixon
- 1970: Soldat blau (Soldier Blue): Honus Gent
- 1971: Il Sergente Klems
- 1972: The Trial of the Catonsville Nine: Thomas Lewis
- 1972 i 1973: The Streets of San Francisco (sèrie TV)
  - Timelock - Temporada 1, episodi 8 de Robert Douglas (1972): Bobby Jepsen
  - For the Love of God) - Temporada 2, episodi 3 de Virgil W. Vogel (1973): Martin Novak
- 1973: The Man Without a Country (TV): Arthur Danforth
- 1974: Judgement: The Court Martial of the Tiger of Malaya - General Yamashita (TV): Lawyer
- 1975: Attack on Terror: The FBI vs. the Ku Klux Klan (TV): Ben Jacobs
- 1976: Rich Man, Poor Man (fulletó TV): Rudy Jordache
- 1976: Rich Man, Poor Man - Book II (sèrie TV): Rudy Jordache
- 1976: The Last Tycoon: Wylie
- 1977: Young Joe, the Forgotten Kennedy (TV): Joseph Kennedy Jr.
- 1979: The Jericho Mile (TV): Larry 'Rain' Murphy
- 1980: Angel on My Shoulder (TV): Eddie Kagel
- 1981: Masada (fulletó TV): Eleazar ben Yair
- 1982: The Secret of NIMH: Justin (veu)
- 1983: Spacehunter: Adventures in the Forbidden Zone: Wolff
- 1983: Heart of Steel (TV): Emory
- 1985: Tender Is the Night (fulletó TV): Dick Diver
- 1985: Kane & Abel (fulletó TV): Abel Rosnovski
- 1986: The Penalty Phase (TV): Judge Kenneth Hoffman
- 1986: Under Siege (TV): John Garry
- 1987: Proud Men (TV): Charley MacLeod Jr.
- 1989: Brotherhood of the Rose (TV): Romulus
- 1989: Peter Gunn (TV): Peter Gunn
- 1990: 83 Hours 'Til Dawn (TV): Wayne Stracton
- 1991: Flight of Black Angel (TV): Coronel Matt Ryan, Callsign Ringleader
- 1992: Fugitive Among Us (TV): Max Cole
- 1992: Trial: The Price of Passion (TV): Warren Blackburn
- 1993: Biker Mice from Mars (sèrie TV): Stoker (veu)
- 1993: Men Don't Tell (TV): Ed MacAffrey
- 1994: Thicker Than Blood: The Larry McLinden Story (TV): Larry McLinden
- 1994: The Yearling (TV): Ezra 'Penny' Baxter
- 1994: Reunion (TV): Sam Yates
- 1995: Texas Justice (TV): Thomas Cullen Davis
- 1995: Nick of Time: Brendan Grant
- 1996: In the Lake of the Woods (TV): John Waylan
- 1996: Moloney (sèrie TV): Dr.. Nicholas Moloney
- 1997: Xantatge a Tulsa (Keys to Tulsa): Chip Carlson
- 1998: My Father's Shadow: The Sam Sheppard Story (TV): Dr.. Sam Sheppard
- 1999: Seasons of Love (TV): Thomas Linthorne
- 1999: Joan of Arc (TV): La Hire
- 2000: A Father's Choice (TV): Charlie 'Mac' McClain
- 2001: Strange Frequency 2 (TV): Ben Stanton (segment "Don't Stop Believin")
- 2001: Murder on the Orient Express (TV): Mr. Samuel Ratchett
- 2002: Body and Soul (sèrie TV): Dr.. Isaac Braun
- 2003: 111 Gramercy Park (TV)
- 2004: Law and Order (TV) -  Episodi 4 Temporada 15: Dr. Paul Cedars
- 2005: xXx: State of the Union: President James Sanford
- 2007: Dirty Sexy Money (sèrie TV): Dutch George
- 2010: Royal Pains / Temporada 2 (TV)

### Productor
- 1981: A Whale for the Killing (TV)
- 1999: Seasons of Love (TV)

## Premis i nominacions

### Premis
- 1979: Primetime Emmy al millor actor en sèrie o especial per The Jericho Mile

### Nominacions
- 1976: Primetime Emmy al millor actor en sèrie o especial per Rich Man, Poor Man
- 1977: Globus d'Or al millor actor de televisió dramàtic per Rich Man, Poor Man
- 1981: Primetime Emmy al millor actor en sèrie o especial per Masada
- 1982: Globus d'Or al millor actor en minisèrie o telefilm per Masada
- 1984: Globus d'Or al millor actor en minisèrie o telefilm per Heart of Steel
- 1986: Globus d'Or al millor actor en minisèrie o telefilm per Kane & Abel
- 1994: Globus d'Or al millor actor en minisèrie o telefilm per Men Don't Tell